# فالويكي
فالويكي (بالروسية: Валуйки) هي إحدى مدن روسيا في الكيان الفدرالي الروسي بيلغورود أوبلاست.

## أعلام
- رومان كونتسيدالوف
- ألكساندر كوكورين